# Dolmens de la pointe de Liouse
Les dolmens de la pointe de Liouse, appelés aussi dolmens de Pen-Liouse, sont un groupe de trois dolmens situés sur l'Île d'Arz dans le département français du Morbihan.

## Historique
La première mention du site est due à l'abbé Mahé en 1825 : il rapporte qu'un défrichement réalisé en 1823 aurait contribué à la destruction de « deux ou trois alignements de pierres contigües de 3 à 4 pieds de hauteur. Cette ligne a dans le voisinage un cromlech, un dolmen isolé et 2 autres dolmens contigus ». Les deux dolmens contigus sont connus sous le nom de Maison des Bolligueandets et le « modeste cromlech mesure environ 7 pieds de diamètre». Dans l'édition de 1843 du dictionnaire d'Ogée réédité par A. Marteville et P. Varin la description donnée s'inspire de celle de l'abbé Mahé. En 1847, Cayot-Delandre signale que les dolmens sont en ruine et ne mentionne pas l'existence d'un cromlech. En 1883-1884, l'abbé Le Gouguec, vicaire de l'Île d'Arz, fouille le site et G. de Closmadeuc, de la Société polymathique du Morbihan en donne un compte rendu détaillé.
Les dolmens sont inscrit au titre des monuments historiques par arrêté du 24 juillet 2023.

## Description
Les trois dolmens, dénommés respectivement « A, B et C », sont alignés d'ouest en est. Les blocs de pierre utilisés pour la construction des dolmens sont en granulite. Les dolmens A et B sont orientés au sud-est. Ils étaient inclus dans le même tumulus. Le dolmen A comprend six orthostates et une table de couverture brisée. Le dolmen B est situé à 4 m à l'est du précédent. Il est délimité par huit orthostates et comporte une table de couverture brisée en trois parties. Le dolmen B comporte une gravure sur deux dalles du côté sud, en forme de palme, baptisée « chevelu de la Déesse » et une autre gravure en creux sur la dalle de chevet, dans l'angle nord-ouest, représentant une forme rectangulaire aux angles supérieurs arrondis surmontée d'un arc de cercle qui pourrait correspondre à une représentation de la « grande Déesse ».
Le dolmen C est situé à environ 16 m du dolmen B. Il correspond à une petite chambre circulaire délimitée par huit orthostates. Avant la fouille de Le Gougec, seules les parties supérieures des supports émergeaient du sol et l'abbé Mahé avait interprété l'ensemble comme un petit cromlech.

## Matériel archéologique
La fouille du dolmen A a livré des fragments de poteries et un fragment de hache en pierre et celle du dolmen B aucun objet. Dans la chambre du dolmen C, Le Gouguec a recueilli deux vases apodes de taille moyenne, un petit vase, divers fragments de céramique, un fragment de lame et une hache en silex.

## Folklore
Les dolmens A et B sont connus sous le nom d'Ilis-Margo ou Maison des Poulpiquets (des Bolbigueaudets),.